# 小碧潭站
小潭站，副站名新店高中，位於台灣新北市新店區，為台北捷運松山新店線小碧潭支線上的捷運車站。

## 車站概要
車站位於新店機廠上方；車站編號為G03A。本站副站名為「新店高中」。該站主要因應新店十四張地區中央新村要求，以及配合捷運新店機廠聯合開發計畫而興建，2001年4月開工，在2004年9月完工通車。
佔地1500坪，擁有台灣最高的戶外手扶梯，為14.45公尺以及16.52公尺，搭乘手扶梯可直達四層樓高，電梯的出入口分別設在臨中央路及環河路。值得一提的是，此站是台北捷運車站中第一個英文名稱以漢語拼音和通用拼音拼成的，現已去除通用拼音的部份。
本站往七張站方向為小碧潭支線高架段至地下段的過渡帶。

## 車站構造
地上四層車站，一個側式月台（僅可容納三節車廂停靠），兩個出入口，本站設有半高式月台門，車站共構於捷運新店機廠環河路側原有3樓之上。

### 車站樓層
| 地上 四樓      | 一月台                                      | ← 小潭支線 往終點站方向（G03 七張站）                                                        |
| 地上 四樓      | 側式月台，右側開門                          |                                                                                              |
| 地上 四樓      | 大廳層                                      | 車站大廳、詢問處、洗手間（付費區內）                                                         |
| 地上 四樓      | 廣場                                        | 南廣場、洗手間、西廣場、東廣場、美河市社區C棟圓形廣場、電扶梯往商場區5樓京站時尚廣場小碧潭店 |
| 地上 四樓      | 捷運連通道                                  | 穿越商場4F空間往捷運2號出口方向                                                              |
| 地上 四樓      | 新美河購物廣場                              | 宜家家居新店店、電扶梯往5樓京站時尚廣場小碧潭店                                              |
| 地上 三樓      |                                             |                                                                                              |
| 新美河購物廣場 | 宜家家居新店店                              |                                                                                              |
| 停車場         | 美河市AB棟大樓住戶私人車位                  |                                                                                              |
| 捷運警察隊     | 臺北市政府警察局捷運警察隊第二分隊          |                                                                                              |
| 地上 二樓      |                                             |                                                                                              |
| 新美河購物廣場 | 寶雅生活館、大創百貨                        |                                                                                              |
| 停車場         |                                             |                                                                                              |
| 地上 一樓      |                                             |                                                                                              |
| 新店機廠       | 出入口                                      |                                                                                              |
| 新美河購物廣場 | iColor、玩具e哥、統一超商、露易莎小碧潭門市 |                                                                                              |
| 地下 一樓      |                                             |                                                                                              |
| 停車場         |                                             |                                                                                              |

### 車站出口
| 出入口  | 圖片 | 位置               |
| ------- | ---- | ------------------ |
| 出入口1 |      | 環河路             |
| 出入口2 |      | 中央路（新店高中） |

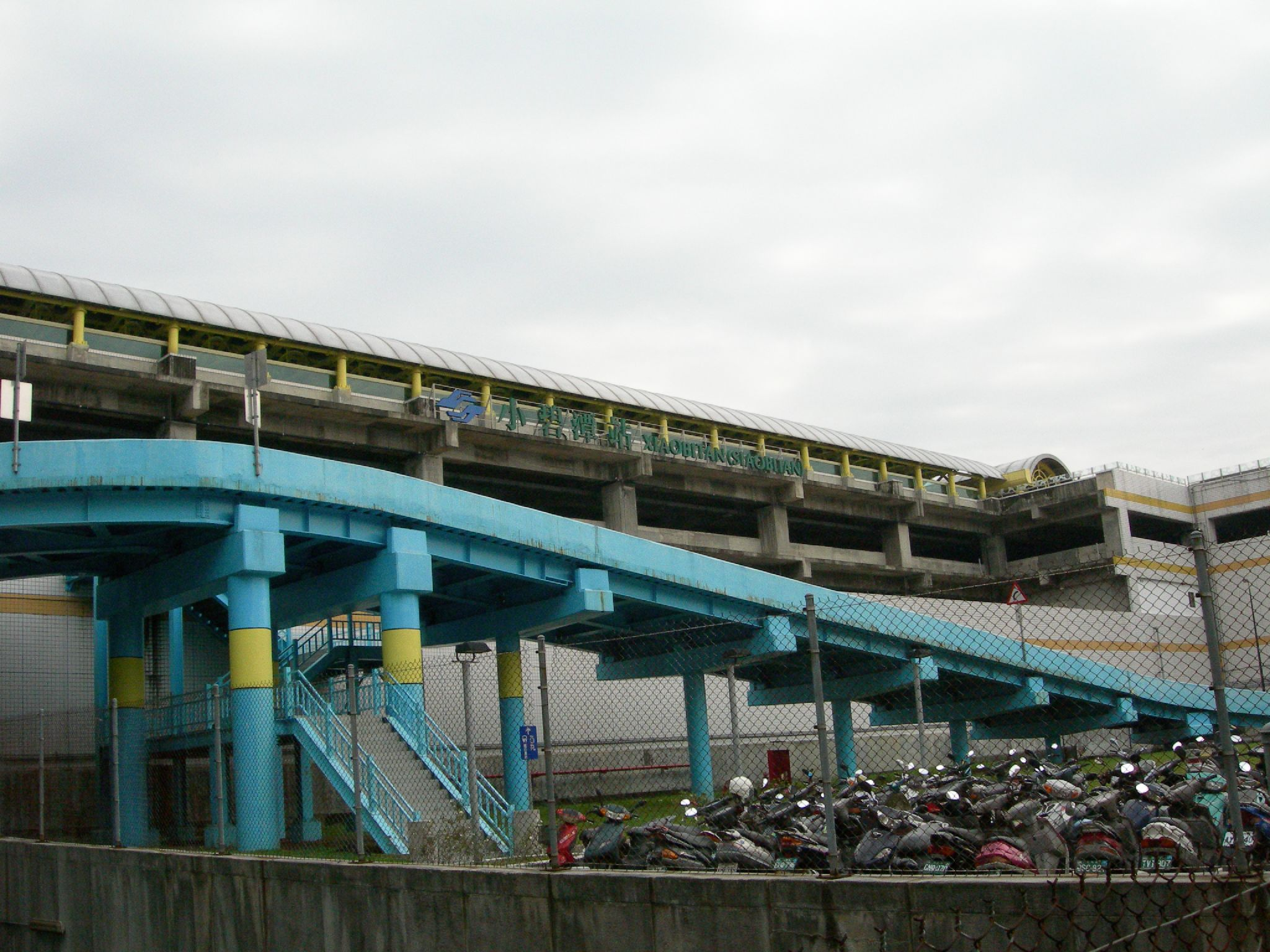
聯合開發案興建（2009年）前之捷運小碧潭站停車場引道
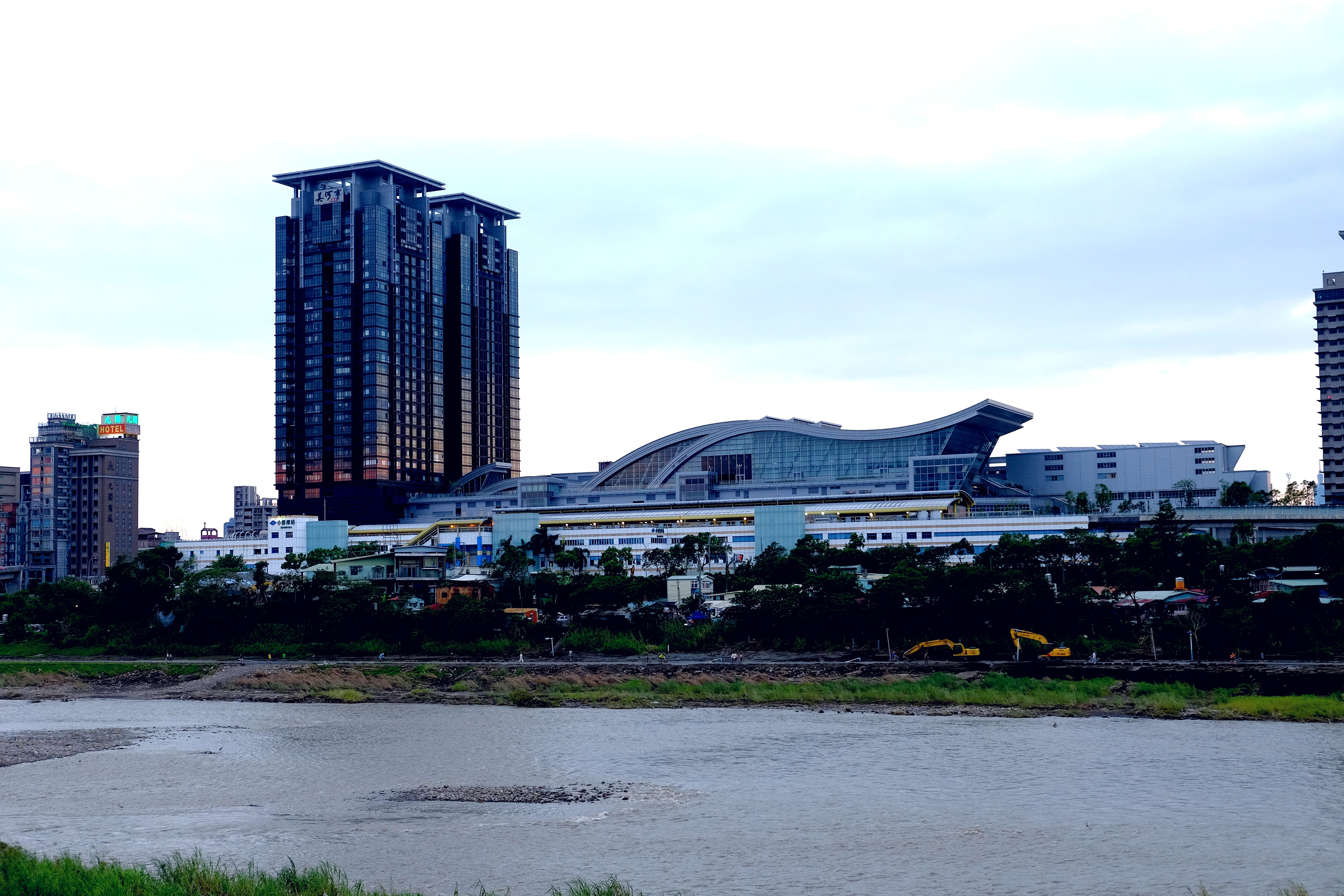
捷運小碧潭站、新店機廠及美河市雙子星大樓
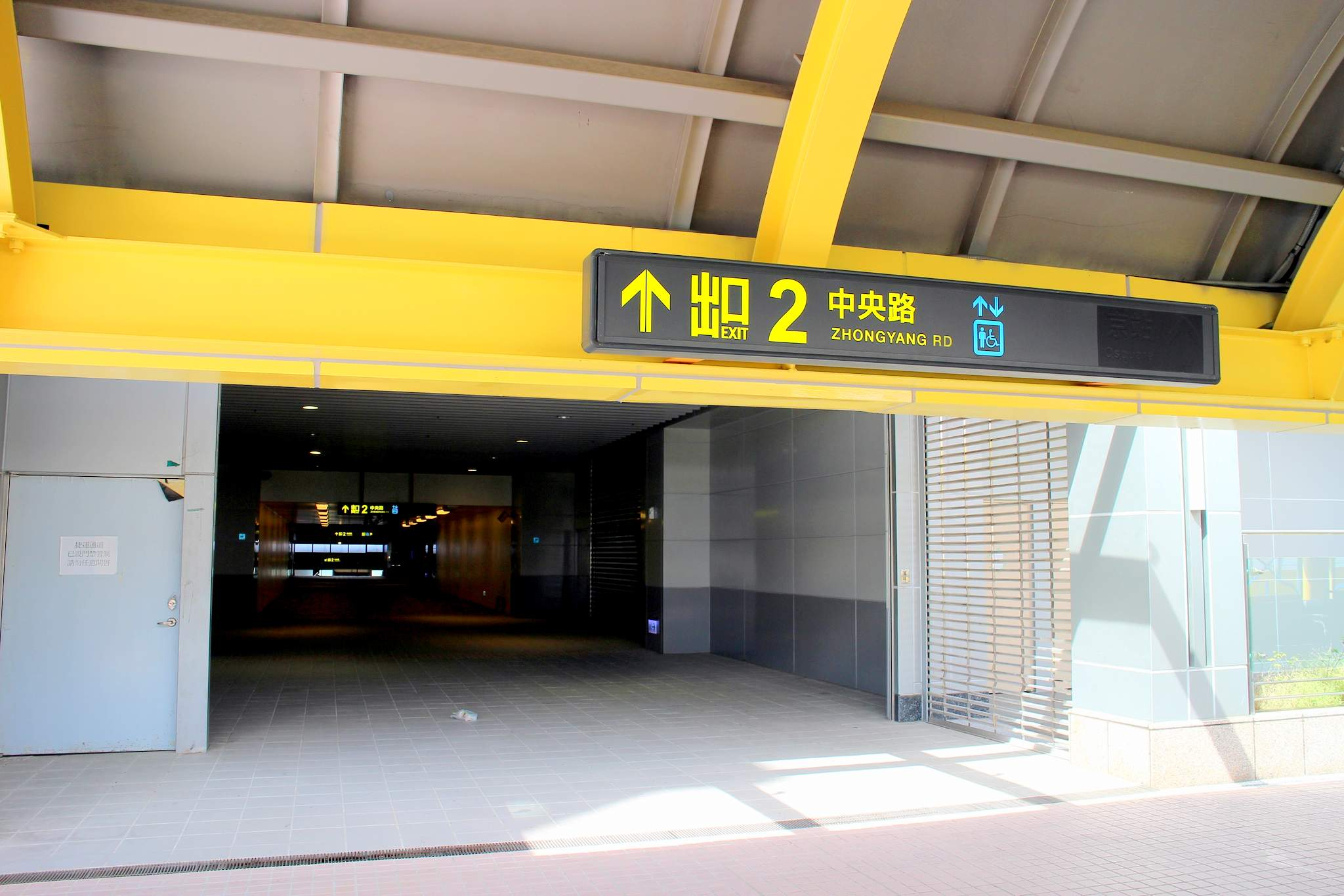
捷運小碧潭站平台上往二號出口
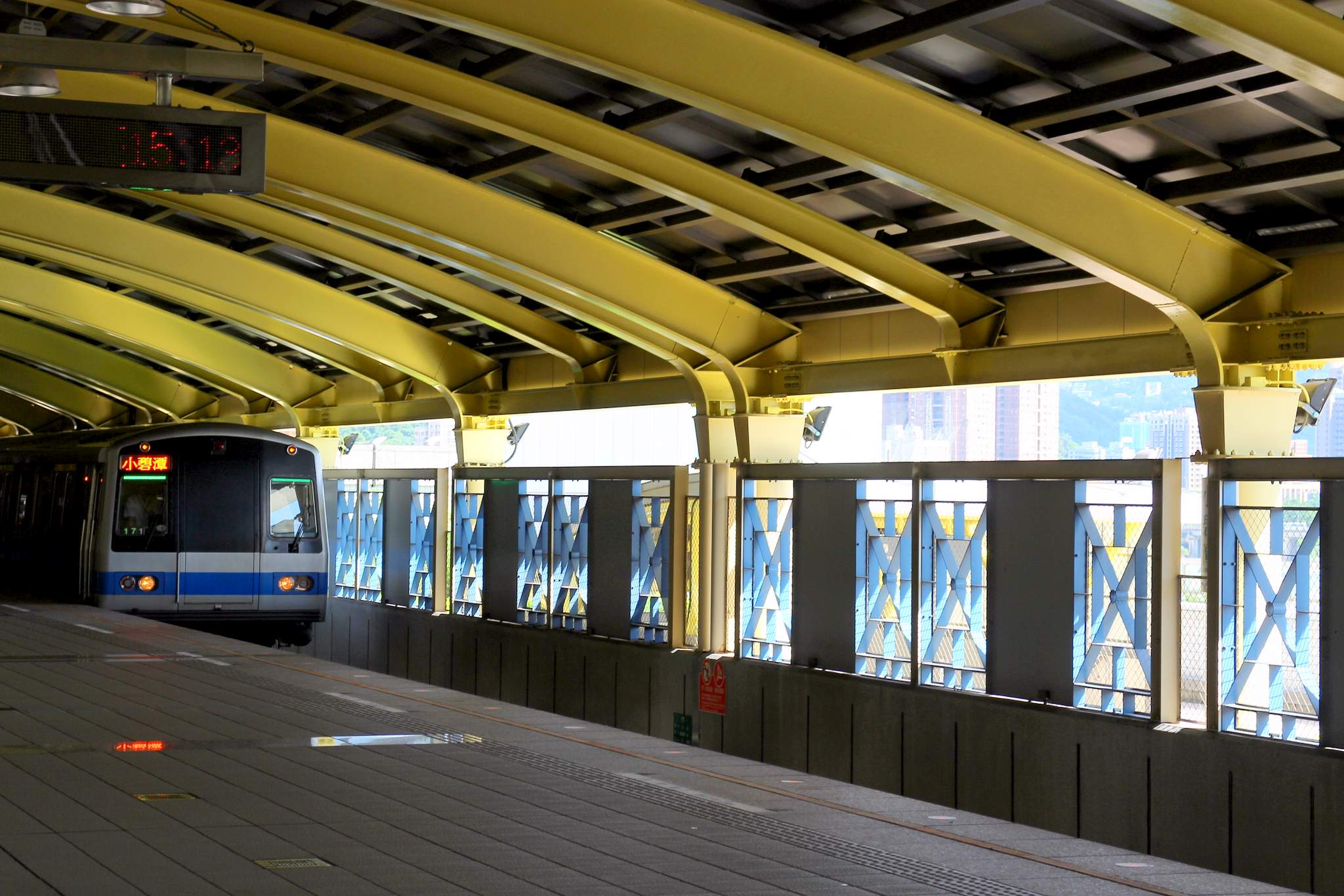
捷運小碧潭站列車進站
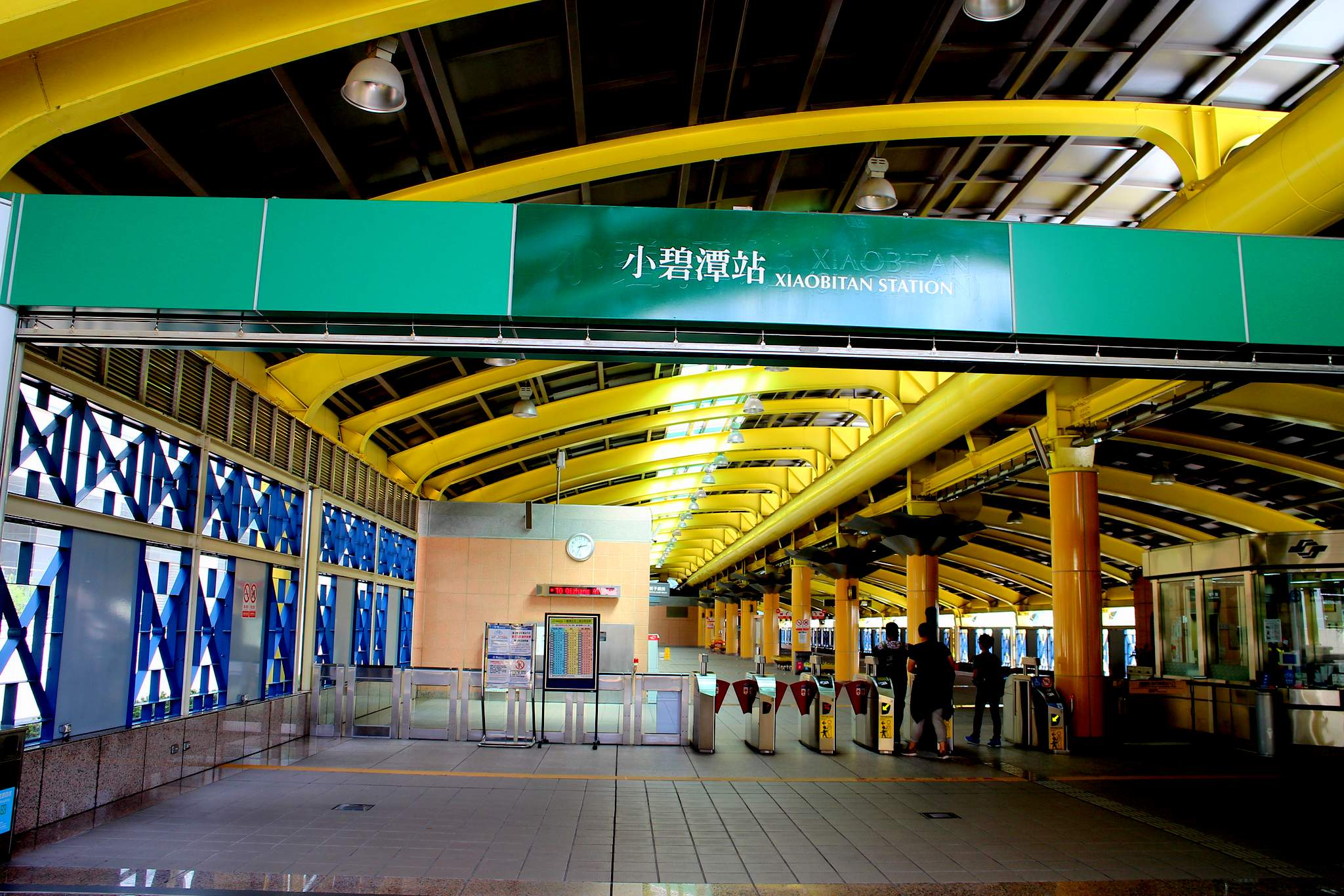
捷運小碧潭站進站閘門

## 歷史
- 2001年4月2日：小碧潭支線動工[4]（p. 113）。
- 2004年9月29日：小碧潭支線通車啟用[4]（p. 329）。
- 2011年3月10日：聯合開發案商場施工暫時封閉小碧潭支線2號出入口。因封閉時間長達一年以上，且1號出口距大多數旅客常使用之2號出口距離多繞行300公尺。附近居民及議員代表多次於議會及向建商抗議要求加速完工及改善措施。施工期間建商補貼小碧潭之乘客每趟新臺幣4元優惠。
- 2011年9月15日：建商以尚未完工的29層商場3樓闢臨時通道及樓梯銜接供旅客通行後即取消補貼。
- 2012年7月13日：2號出口電梯改建及4樓商場通道完成。離開驗票閘門後直接右轉進入通道可連接原2號出口電扶梯及電梯。
- 2016年4月3日：Ubike『捷運小碧潭站』啟用，站點1號出口旁西側人行道（環河路側）提供22柱44車位。
- 2018年9月14日：半高式月台門正式啟用。
- 2019年5月16日：捷運共構商場-IKEA新店店開幕。
- 2020年3月3日：捷運共構商場-京站時尚廣場小碧潭店開幕。
- 2022年12月7日：捷運共構商場正式命名為「新美河購物廣場」。

## 利用狀況
由於考量客流量及建築設計，小碧潭站月台設計為僅可容納三節車廂的長度，在三節編組列車尚未交車前，先以標準六節編組的列車營運，只開放靠小碧潭站月台的三節車廂供乘客搭乘，另外三節無法停靠月台的車廂則不開放。（即選擇性車門操作模式）直到2006年7月22日，支線專用的三節編組列車正式開始運行小碧潭支線之後，方解決此問題。
小碧潭車站客源流量 原集中於平日上下班時間，其餘時間清淡，假日視天候出遊及節日而定。
2019年5月IKEA商場開幕後，客源及使用人次大幅度增加。
每日約有7,147人次利用（2024年12月資料）。
由於列車班距較長，捷運公司特別於小碧潭站出入口、站內以及七張站2號月台內公佈小碧潭支線的時刻表，平均每小時3~4班。
| 2004                                                         | 195,070                                                      | 197,650   | 392,720   | [ 5 ] | 2,075 | 2,103 | 4,178 |
| 2005                                                         | 628,710                                                      | 633,485   | 1,262,195 | [ 5 ] | 1,722 | 1,736 | 3,458 |
| 2006                                                         | 625,073                                                      | 628,343   | 1,253,416 | [ 5 ] | 1,713 | 1,721 | 3,434 |
| 2007                                                         | 636,962                                                      | 638,164   | 1,275,126 | [ 5 ] | 1,745 | 1,748 | 3,493 |
| 2008                                                         | 668,146                                                      | 678,123   | 1,346,269 | [ 5 ] | 1,826 | 1,853 | 3,678 |
| 2009                                                         | 547,719                                                      | 585,807   | 1,133,526 | [ 5 ] | 1,501 | 1,605 | 3,106 |
| 2010                                                         | 689,987                                                      | 704,818   | 1,394,805 | [ 5 ] | 1,890 | 1,931 | 3,821 |
| 2011                                                         | 606,267                                                      | 654,819   | 1,261,086 | [ 5 ] | 1,661 | 1,794 | 3,455 |
| 2012                                                         | 580,969                                                      | 634,477   | 1,215,446 | [ 5 ] | 1,587 | 1,734 | 3,321 |
| 2013                                                         | 679,800                                                      | 732,728   | 1,412,528 | [ 5 ] | 1,862 | 2,007 | 3,870 |
| 2014                                                         | 741,055                                                      | 787,149   | 1,528,204 | [ 5 ] | 2,030 | 2,157 | 4,187 |
| 2015                                                         | 792,074                                                      | 834,549   | 1,626,623 | [ 5 ] | 2,170 | 2,286 | 4,457 |
| 2016                                                         | 821,627                                                      | 858,264   | 1,679,891 | [ 5 ] | 2,245 | 2,345 | 4,590 |
| 2017                                                         | 838,170                                                      | 873,187   | 1,711,357 | [ 5 ] | 2,296 | 2,392 | 4,689 |
| 2018                                                         | 851,174                                                      | 886,878   | 1,738,052 | [ 5 ] | 2,332 | 2,430 | 4,762 |
| 2019                                                         | 1,175,566                                                    | 1,223,764 | 2,399,330 | [ 5 ] | 3,221 | 3,353 | 6,574 |
| 2020                                                         | 1,287,594                                                    | 1,334,062 | 2,621,656 | [ 5 ] | 3,518 | 3,645 | 7,163 |
| 由于已知的技术原因，图表暂时不可用。带来不便，我们深表歉意。 |                                                              |           |           |       |       |       |       |
|                                                              | 由于已知的技术原因，图表暂时不可用。带来不便，我们深表歉意。 |           |           |       |       |       |       |

## 公共藝術
車站造型以公共藝術「幸福知道」作為設計主題。

## 車站周邊
- 新店機廠
- 新北市立新店高級中學
- 新店溪
- 中央新村（舊時中華民國各省國民大會代表遷台後所居住的眷村）
- 美河市（捷運共構大樓）
  - 宜家家居新店店
  - 京站時尚廣場小碧潭店
- 安坑交流道
- 新店環河快速道路
- 新北市公共自行車租賃系統 捷運小碧潭站（1號出口）

## 公車資訊
站牌名為《中央新村》（捷運2號出口）
| 編號         | 經營業者 | 區間                   | 備註                             |
| ------------ | -------- | ---------------------- | -------------------------------- |
| 290副        | 欣欣客運 | 景明街口－中央新村     | 屬於新北市區公車                 |
| 290副萬和    | 欣欣客運 | 景明街口－中央新村     | 屬於新北市區公車                 |
| 644          | 新店客運 | 青潭－博愛路           | 屬於台北市區公車                 |
| 906          | 新店客運 | 錦繡－松山機場         | 屬於新北市區公車                 |
| 941          | 台北客運 | 三峽－新店             | 屬於新北市區公車                 |
| 綠15         | 新店客運 | 綠野香坡－捷運大坪林站 | 屬於新北市區公車                 |
| 湯泉社區巴士 | 欣欣客運 | 湯泉社區巴士           | 社區付費接駁巴士、使用悠遊卡搭乘 |
| 跳蛙公車     | 臺北客運 | 三峽－－新店高中       | 屬於新北市區公車                 |
| 跳蛙公車     | 欣欣客運 | 湯泉－崇光女中         | 屬於新北市區公車                 |
| 跳蛙公車     | 欣欣客運 | 湯泉－大坪林           | 屬於新北市區公車                 |

### 國道客運
站牌名為《中央新村（捷運小碧潭站）》（2號出口）
| 經營業者          | 編號 | 營運路線                     | 備註                                                                                       |
| ----------------- | ---- | ---------------------------- | ------------------------------------------------------------------------------------------ |
| 指南客運 中壢客運 | 9009 | 市府轉運站－ － －桃客桃園站 | 行駛國際路 (桃園市)、國道二號、北二高、基隆路 可使用悠遊卡、一卡通等電子車票支付車資       |
| 亞聯客運          | 1728 | 仁愛敦化路口－龍潭－新竹     | 行駛中山高、二高 臺北端由仁愛敦化路口駛發 往龍潭/新竹方向候車地址：新北市新店區中央路218號 |

站牌名為《統聯客運新店站》（2號出口）
| 經營業者 | 編號 | 營運路線                     | 備註 |
| -------- | ---- | ---------------------------- | --- |
| 統聯客運 | 1612 | 市府轉運站－中港轉運站－臺南 | 行駛中山高、二高 經捷運景美站、捷運小碧潭站、三峽、中港轉運站、北港路、新營、鹽行 往臺中/臺南方向候車地址：新北市新店區中央路220號 |
| 統聯客運 | 1667 | 市府轉運站－龍潭－臺中朝馬   | 行駛中山高、二高 經捷運六張犁站(基隆路)、捷運景美站、捷運小碧潭站、三峽、龍潭 往臺中朝馬方向候車地址：新北市新店區中央路220號      |

## 腳註

### 來源資料
1. ↑   (新闻稿). 台北捷運. 2016-04-11  [2016-04-11]. （原始内容存档于2016-04-11） （中文（臺灣））.
2. 1 2  . 臺北大眾捷運股份有限公司. 2021-01-15.
3. ↑  . 新北市政府捷運工程局. 2022-11-30  [2023-09-07]. （原始内容存档于2023-09-07）.
4. 1 2  徐榮崇. . 臺北市文獻委員會. 2015年12月  [2020-01-04]. ISBN 9789860469875. （原始内容存档于2020-12-07）.
5. ↑  . 臺北市交通統計資料庫查詢系統. 2021-03-16  [2021-08-08]. （原始内容存档于2019-07-13）.
6. ↑  幸福知道 （页面存档备份，存于）.臺北市政府捷運工程局-新店線.108-11-18

## 外部連結
- 臺北大眾捷運股份有限公司 （页面存档备份，存于）
- 臺北市政府捷運工程局 （页面存档备份，存于）
- 小碧潭站位置圖（台北捷運公司） （页面存档备份，存于）
- 小碧潭站車站剖面相關位置圖（台北捷運公司） （页面存档备份，存于）
- 【論壇】小碧潭站養蚊子 開站只為接送老國代 （页面存档备份，存于）—yahoo奇摩